# 잔칫날
《잔칫날》은 2020년에 개봉한 대한민국의 영화이다.

## 캐스팅
- 하준: 김경만 역
- 소주연: 김경미 역
- 오치운: 청년회장 역
- 이정은: 부녀회장 역
- 정인기: 정일식 역
- 김자영: 큰 고모 역
- 안민영: 작은 고모 역
- 황재열: 홍규 역
- 박경근: 경만 아버지 역
- 허웅: 장례식장 남직원 역
- 김진모: 종필 역
- 남지혜: 핑핑 역
- 이지현: 주영 역
- 박건규: 경만 친구 종현 역
- 임호준: 선배 형사 역
- 강성호: 사촌 형 역
- 문선용: 경만 친구 성철 역
- 송지호: 경만 친구 지호 역
- 오현수: 아버지 지인 역
- 신철용 : 알바 사장 역
- 양귀례: 삼복 할머니 역
- 추미희: 이순 역
- 김종인: 후배 형사 역
- 구민혁: 마을 청년 1 역
- 유성재: 마을 청년 2 역
- 추은경: 장례식장 여직원 역
- 목규리: 간호사 역
- 양현성: 재활치료사 역
- 김자홍: 병원 직원 역
- 김현주: 편의점 직원 역
- 박정민: 댄서 1 역
- 최태이: 댄서 2 역
- 성하경: 일식 부인 역
- 홍상우: 일식 아들 역
- 박진용: 이순 남편 역
- 박수연: 이순 딸 역
- 박봉주: 정만석 역
- 이진하: 경미 친구 민정 역
- 박유진: 경미 친구 다민 역
- 천신남: 병실 환자 역
- 문병권: 장례식장 남직원 역
- 김규빈: 궁지마을 춤추는 소년 역
- 김록경: 경만 후배 역
- 정창근: 경만 아버지 문상객 역
- 김혜숙: 경만 아버지 문상객 역
- 김군미: 삼복 할머니 문상객 역
- 김민정: 삼복 할머니 문상객 역
- 박보현: 삼복 할머니 문상객 역
- 이인숙: 삼복 할머니 문상객 역
- 이혜진: 삼복 할머니 문상객 역
- 홍태규: 삼복 할머니 문상객 역
- 손다영: 경만 집 앞 아이들 역
- 임수빈: 경만 집 앞 아이들 역
- 조민성: 경만 집 앞 아이들 역
- 최효은: 경만 집 앞 아이들 역
- 김기남: 별난 아저씨 역 (까메오)
- 배제기: 경만 친구 동현 역 (까메오)
- 박승규: 궁지마을 이장 역 (까메오)
- 박채원: 장례 지도사 1 역 (까메오)
- 엄윤선: 장례 지도사 2 역 (까메오)

## 수상
| 연도 | 시상식                            | 부문                        | 후보     | 결과 | 참고  |
| ---- | --------------------------------- | --------------------------- | -------- | ---- | ----- |
| 2020 | 제24회 부천국제판타스틱영화제     | 코리안 판타스틱 장편 작품상 | 잔칫날   | 수상 | [ 1 ] |
| 2020 | 제24회 부천국제판타스틱영화제     | 코리안 판타스틱 관객상      | 잔칫날   | 수상 | [ 1 ] |
| 2020 | 제24회 부천국제판타스틱영화제     | 배급지원상                  | 잔칫날   | 수상 | [ 1 ] |
| 2020 | 제24회 부천국제판타스틱영화제     | 코리안 판타스틱 배우상      | 하준     | 수상 | [ 1 ] |
| 2021 | 제8회 들꽃영화상                  | 프로듀서상                  | 홍이연정 | 수상 |       |
| 2021 | 제8회 들꽃영화상                  | 신인배우상                  | 하준     | 후보 |       |
| 2021 | 제19회 피렌체한국영화제           | 인디펜던트 부문 심사위원상  | 잔칫날   | 후보 |       |
| 2021 | 제18회 스킵시티국제D-시네마영화제 | 국제경쟁 부문 대상          | 잔칫날   | 후보 | [ 2 ] |
| 2021 | 제30회 부일영화상                 | 신인남자연기상              | 하준     | 수상 |       |